# 큰 기쁨, 작은 슬픔
큰 기쁨, 작은 슬픔(新・喜びも悲しみも幾歳月, Big Joys, Small Sorrows)은 일본에서 제작된 키노시타 케이스케 감독의 1986년 영화이다. 카토 고 등이 주연으로 출연하였고 히키다 소야 등이 제작에 참여하였다.

## 출연

### 주연
- 카토 고
- 우에키 히토시

### 조연
- 오오하라 레이코
- 시노야마 요코
- 오카모토 하야오
- 코니시 쿠니오
- 콘노 미사코
- 나카이 키이치